# 沢田誠
沢田 誠（さわだ まこと、1964年8月7日 - ）は、日本の元大学野球、社会人野球選手。野球指導者。

## 人物・来歴
寝屋川高校から1984年に京都大学工学部入学。京都大学硬式野球部において投打に渡り活躍し、「京大のホーナー」の異名を持つ。古田敦也（立命大）などが同学年になる。
数々の記録を打ち立てたが、その中で特筆すべきは大学通算本塁打10本である。この記録は関西学生野球連盟の新リーグ結成当初の最高記録であり（旧関西六大学時代を含めると近大西浦敏弘の19本）、この記録に並ぶ者は田尾安志（同大、旧関西六大学時代）、片岡篤史（同大）、田口壮（関学大）という錚々たる顔ぶれである。この記録は後に二岡智宏（近大）の13本、さらに佐藤輝明（近大）の14本によって塗り替えられた。なお、二岡に通算11本目の本塁打を打たれた試合は、自身が対戦相手として監督をしていた試合であった。
さらに、1987年春に達成したシーズン4本塁打も新リーグ結成後1位であり、下山真二（立命大）に破られるまでおよそ10年の間維持された。これらの活躍により、1987年の春秋両シーズンに外野手としてベストナインに選ばれる。
一方で投手としては1987年に春は0勝10敗（完投6）、秋は1勝10敗（完投8、完封1）と、年間20敗の空前絶後の記録を残す。
京都大学初のプロ野球ドラフト指名候補として注目されたものの指名されず、大阪ガスに就職。選手、コーチとして在籍後、1997年から2000年まで京都大学硬式野球部の監督を務めた。監督初采配となった春のリーグ戦では、この年アマチュア5冠を達成することになる近大に1勝をあげた。また、クラブチームの立命館クラブ（現・ミキハウスREDS）に所属していたが、2007年末に鴨沂クラブに移籍し、2012年3月に京都大学硬式野球部OB有志の社会人硬式野球クラブチームDBグラッズ（日本野球連盟、京都府野球連盟）を結成し、部長兼選手に就任した。
2014年４月の都市対抗野球大会京都府１次予選において、投手として先発出場し、1失点完投勝利を挙げた。また、2014年秋のNPBドラフト会議で大学の後輩・田中英祐投手の指名が話題となった折に、27年前に話題となった沢田に改めて光を当てる報道がなされた。
なお、本人は60歳まで現役を続けるつもりとのことである。